# 김응조 (군인)
김응조(金應祚, 1909년 10월 14일 ~ 1996년 9월 2일)는 일제강점기와 대한민국의 군인으로, 대한민국 제5대 국회의원도 지냈다.

## 생애
강원도 고성군에서 태어나 만주 펑톈에 있는 봉천군관학교를 제4기로 졸업하고 만주국 군인이 되었다. 화북흥아청향군 총사령관을 지냈으며, 만주군 중위까지 진급했다.
태평양 전쟁 종전 후에 귀국하여 전라북도 경찰국장을 시작으로 대한민국 육군에 몸을 담았다. 한국 전쟁에는 수도사단 22연대장으로 참전하여 최전선에서 공을 세웠고, 보병 제101사단장, 중부지구 정비사령관, 2군 정보처장 등을 역임했다. 육군 준장으로 예편한 뒤 재향군인회 사무총장을 지냈다.
예편 후 대한민국 제6대 총선에 고향 고성군에서 무소속으로 출마하여 당선되었다. 《국회20년》 책자에는 박력과 투지가 가득한 인물이라는 평이 실려 있다.
2008년 민족문제연구소가 친일인명사전에 수록하기 위해 정리한 친일인명사전 수록예정자 명단 군 부문에 포함되었다.

## 역대 선거 결과
|  | 25.33% |

|  | 19.75% |

|  | 4.14% |

|  | 9.28% |

## 같이 보기
- 봉천군관학교

## 참고자료
- 김응조 - 대한민국헌정회
- 김응조(金應祚) - 국사편찬위원회